# Coccobius indefinitus
Coccobius indefinitus is een vliesvleugelig insect uit de familie Aphelinidae. De wetenschappelijke naam is voor het eerst geldig gepubliceerd in 1972 door Yasnosh & Myartseva.